# Cratere Naubolos
Naubolos è un cratere sulla superficie di Teti.